# Michel De Braey
Michel De Braey (Michaël Eduardus Joannes De Braey) (Antwerpen, 5 juli 1865 – 6 juli 1944) was een Antwerps architect.

## Biografie
De Braey was actief als architect van eind jaren 1880 tot 1925, en won als jonge architect de Godecharleprijs in 1887. In hetzelfde jaar won hij de 2de prijs in de Prix de Rome belge.  Hij maakte vervolgens studiereizen door Engeland, Frankrijk, Duitsland en Italië. Na een stage bij de broers Lodewijk en Frans Baeckelmans begon hij zijn eigen praktijk. Bovendien was hij docent aan de Nijverheidsschool in Antwerpen en bekleedde hij de functie van voorzitter van de Koninklijke Maatschappij der Bouwmeesters van Antwerpen (KMBA) van 1904 tot 1907.
Omstreeks de eeuwwisseling maakte hij naam met het ontwerp van prestigieuze hotels in diverse neostijlen of landhuizen in cottagestijl. Tot de belangrijkste werken uit deze fase van zijn loopbaan behoren de neogotische Anglicaanse kerk Sint-Bonifacius en het in neorenaissancestijl ontworpen gemeentehuis van Wijnegem. Voor de Wereldtentoonstelling van 1905 te Luik ontwierp hij het toegangsportaal aan het Parc de la Boverie.
Voor Albert Kreglinger ontwierp  De Braey een indrukwekkend hoekhuis in 1899 in eclectische stijl en ontwikkelde hij het sanatorium Lizzy Marsily in Westmalle. Fréderic Speth, stichter van de American Petroleum Compagny, was één van zijn belangrijkste opdrachtgevers. Voor hem ontwierp hij onder andere een landhuis in Kapellen, een stedelijk herenhuis, kantoorgebouwen en verscheidene huizen op de Frankrijklei en uiteindelijk ook het het familiegraf in Kapellen.
Na de Eerste Wereldoorlog was De Braey nog een vijftal jaar geassocieerd met zijn zoon Jan De Braey, omstreeks 1925 zette hij een punt achter zijn carrière. 
De stad Antwerpen vernoemde in de wijk Nieuw Zuid een straat naar Michel De Braey. 

## Bouwwerken (selectie)
Zijn oeuvre bestaat grotendeels uit landhuizen, herenhuizen en openbare gebouwen in opvallende neostijlen of cottagestijl.
- Antwerpen, Brouwerij St. Antoine, Broederminstraat 9 (1893)[9]
- Wijnegem, Godsgasthuis, Turnhoutsebaan 199 (1895)
- Antwerpen, Frankrijklei 105 (1897)[10]
- Antwerpen, 't Visschers Huizeken, Leysstraat 15 (1898)[11]
- Antwerpen, Generaal Van Merlenstraat 49-53 (1898)[12]
- Antwerpen, Le Grellelei 5 (1899)[13]
- Kapellen, Landhuis Pharazijnshof, Kapelsestraat 37-41[14]
- Berchem, Cogel-Osylei 48 (1900)[15]
- Antwerpen, De Gouden Ram, Suikerrui 22 (1902)[16]
- Antwerpen, De Spieghel, Grote Markt 9 (1902)[17]
- Antwerpen, Heilige Geeststraat 8-10 (1902)[18]
- Antwerpen, Sint-Bonifatiuskerk, Grétrystraat 39 (1903)[19]
- Mortsel, Antwerpsestraat 258-262 (1904)[20]
- Antwerpen, Belgiëlei 75-77 (1904)[21]
- Antwerpen, Van Putlei 21 (1905)[22]
- Antwerpen, Van Putlei 19 (1905)[23]
- Kapellen, Villa Sans Soucis, Hoogboomsteenweg 57 (1905)[24]
- Wijnegem, Gemeentehuis, Turnhoutsebaan 422 (1908)[25]
- Antwerpen, Markgravelei 124 (1910)[26]
- Antwerpen, Sint-Julianusgasthuis, Stoofstraat 8 (1911)[27]
- Berchem, Kardinaal Mercierlei 19 (1912)[28]
- Antwerpen, Lemméstraat 19 (1912)[29]
- Antwerpen, Jan Van Rijswijklaan 98 (1912)[30]
- Antwerpen, Della Faillelaan 23 (1913)[31]

## Galerij

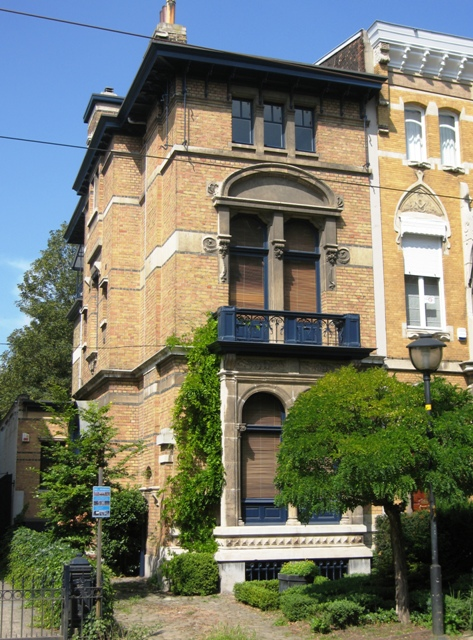
Cogels Osylei 48, Berchem
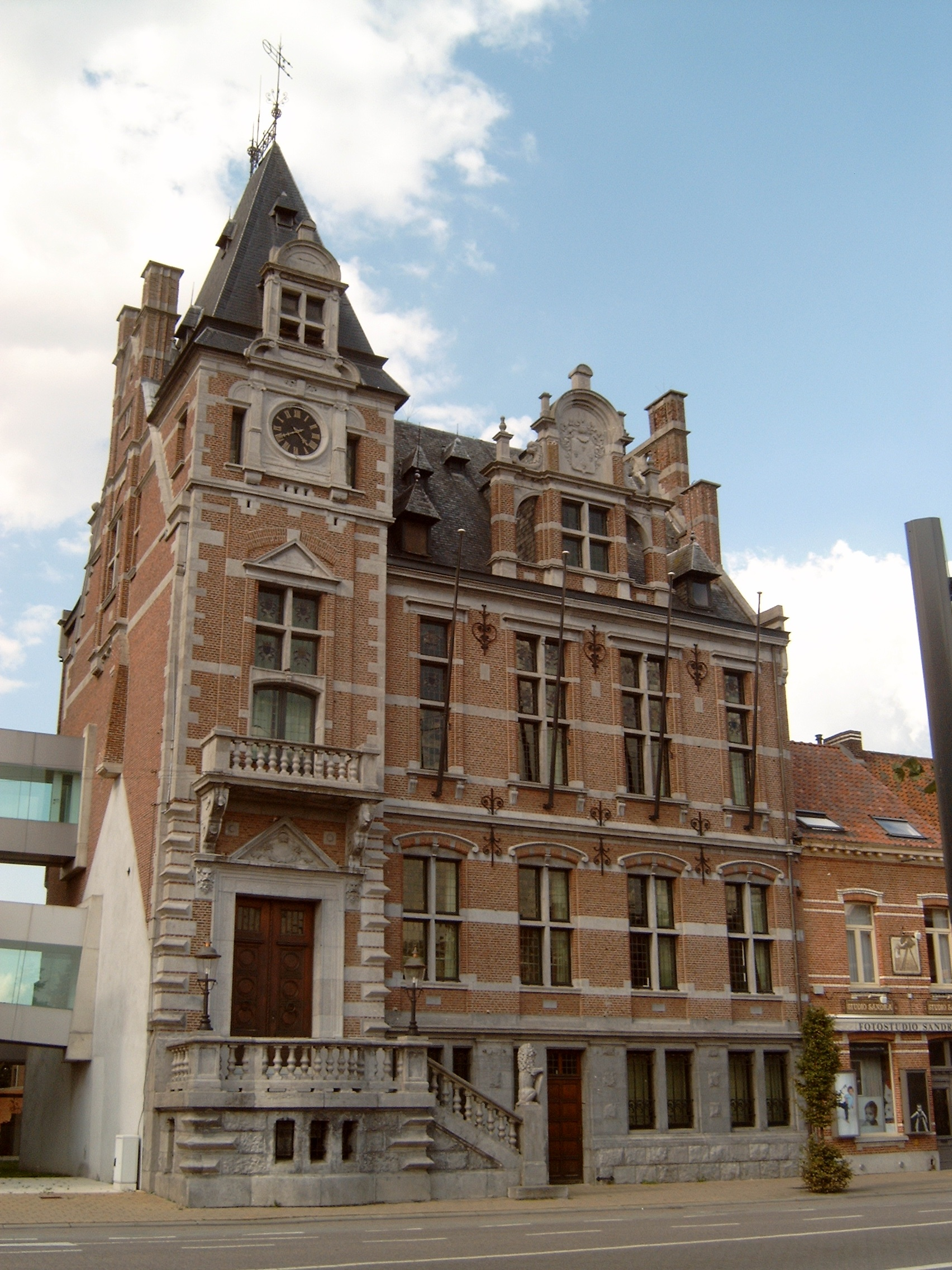
Gemeentehuis Wijnegem
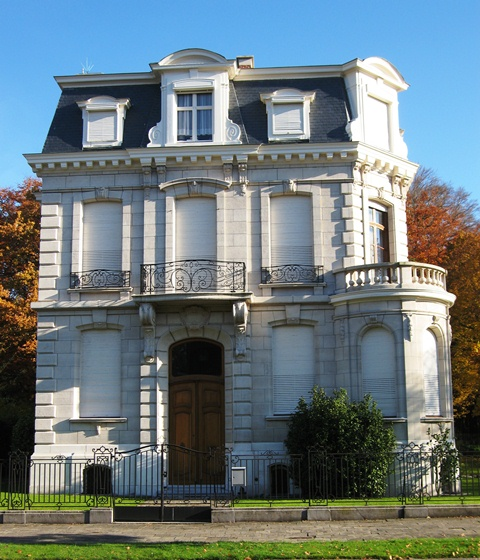
Della Faillelaan 23, Antwerpen
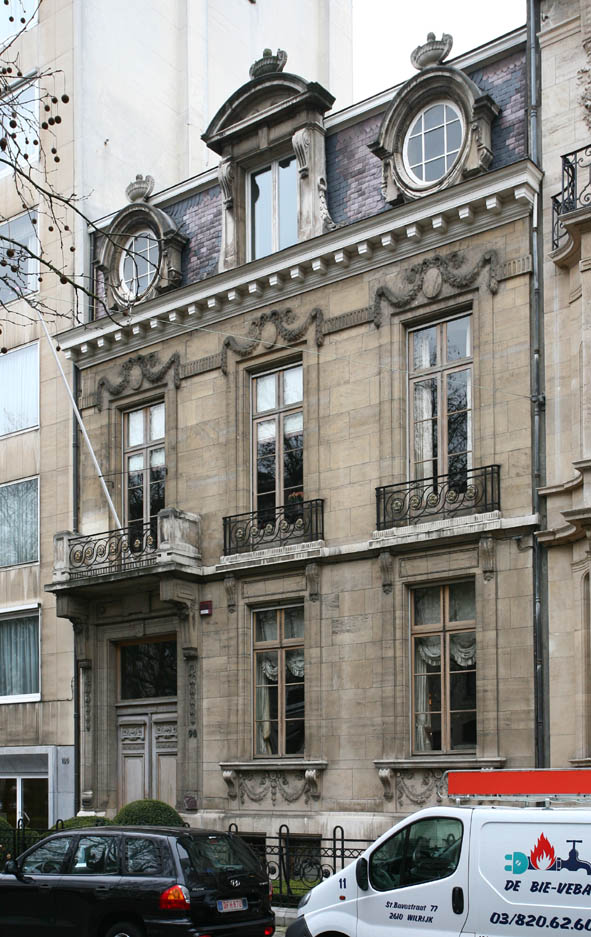
Jan Van Rijswijcklaan 98, Antwerpen
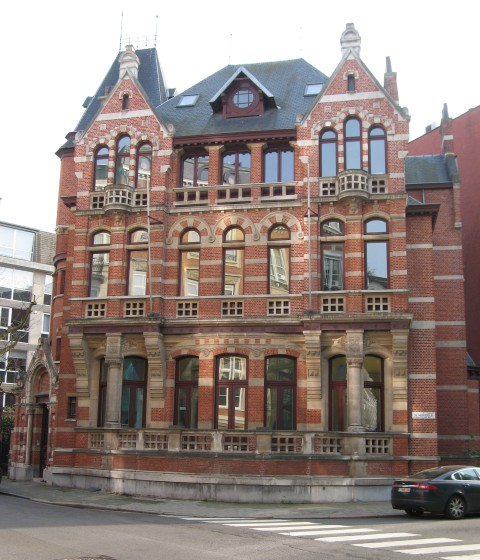
Le Grellelei 5, Antwerpen
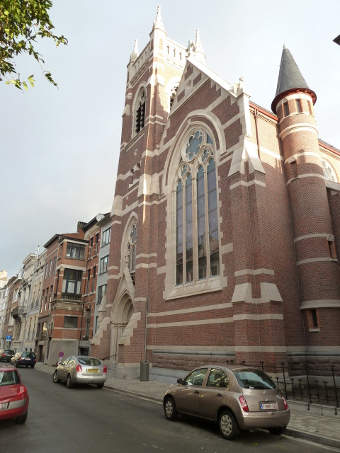
Sint-Bonifacius, Antwerpen
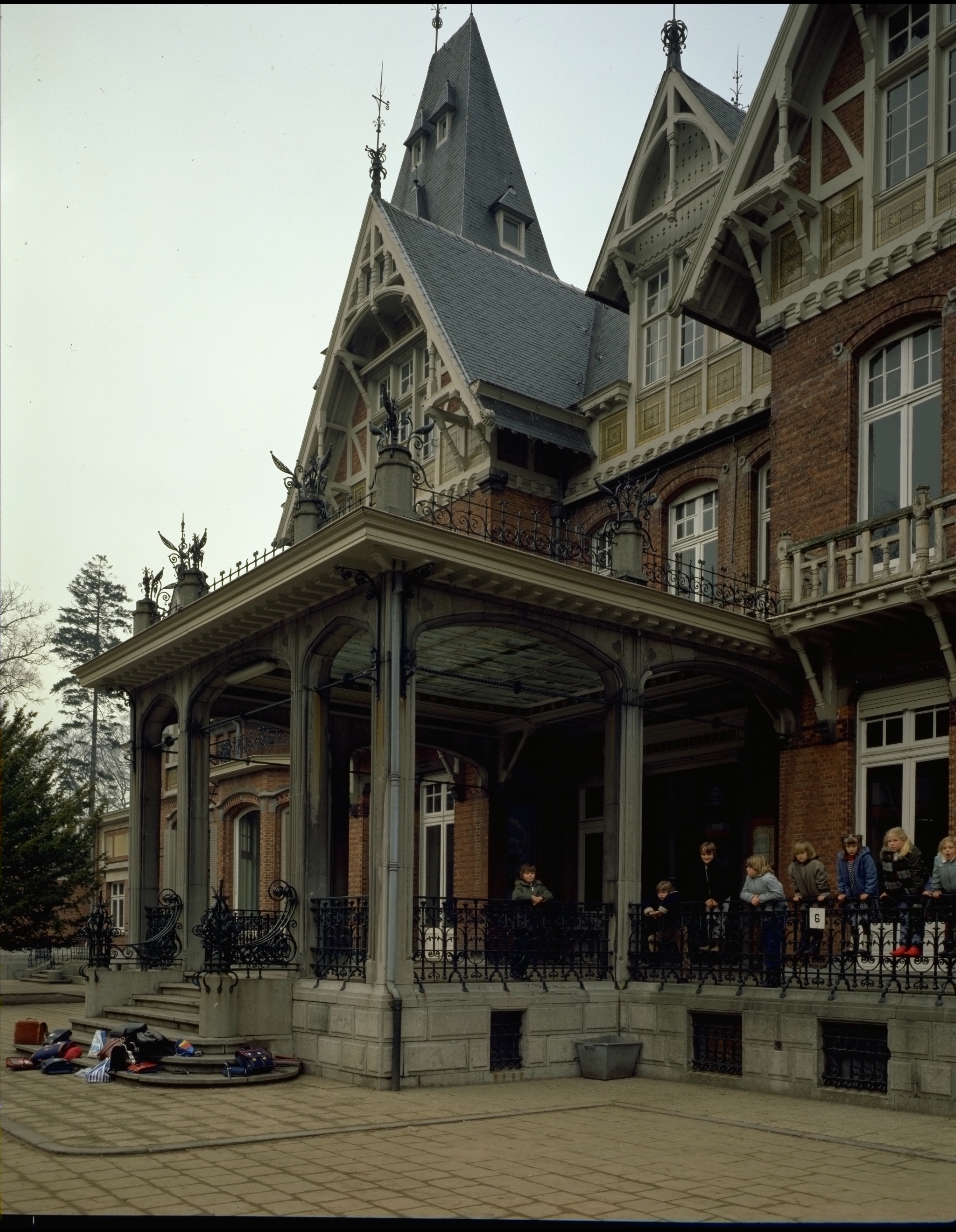
Villa "Pharazijnshof", Kapellen
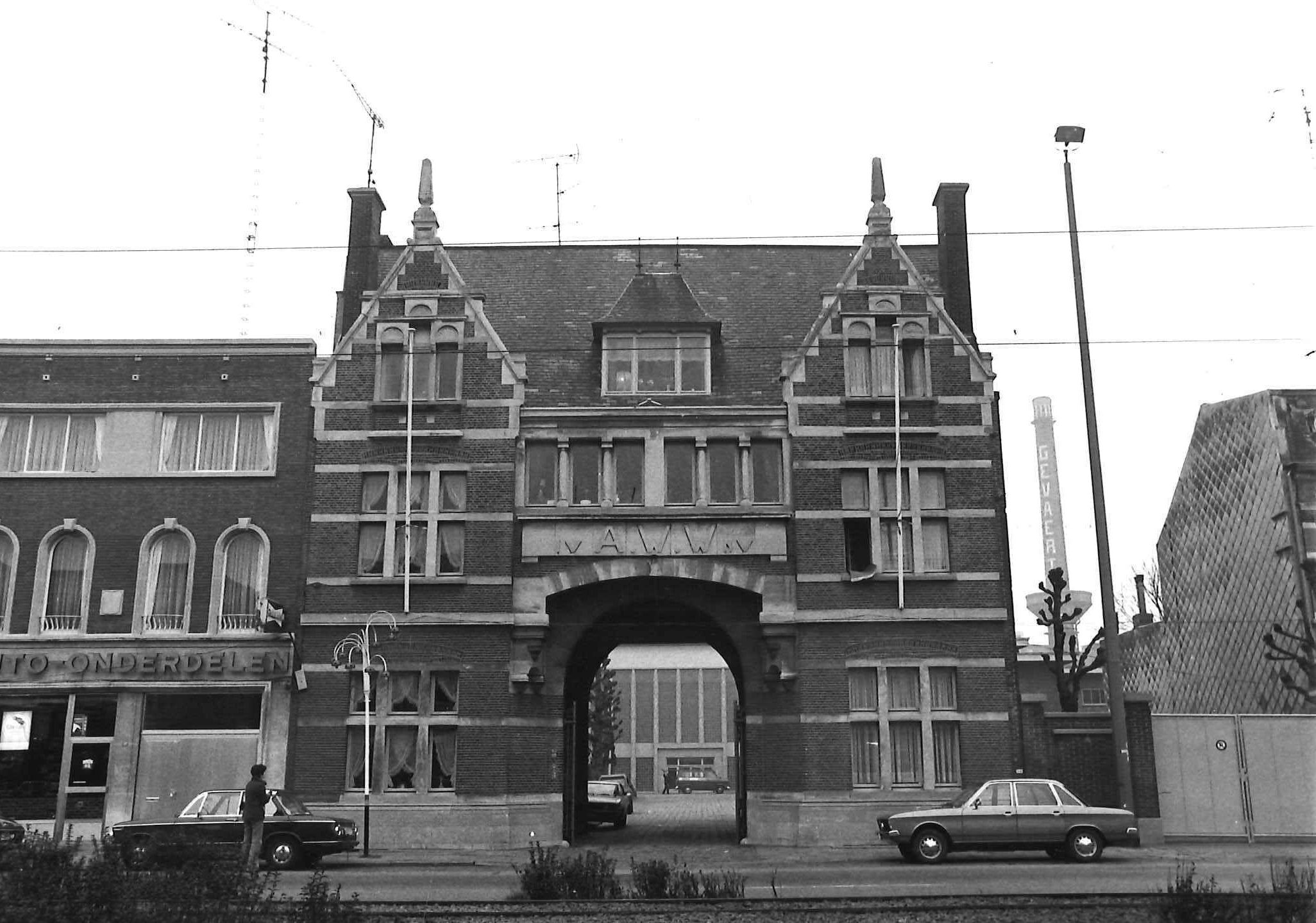
Antwerpsestraat 258 - 262 te Mortsel
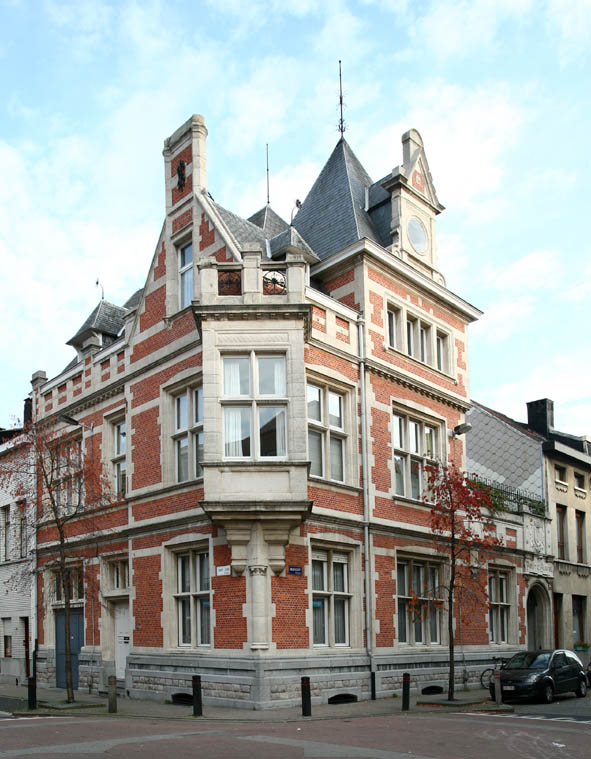
Politiecommissariaat, Sint-Jobstraat te Antwerpen
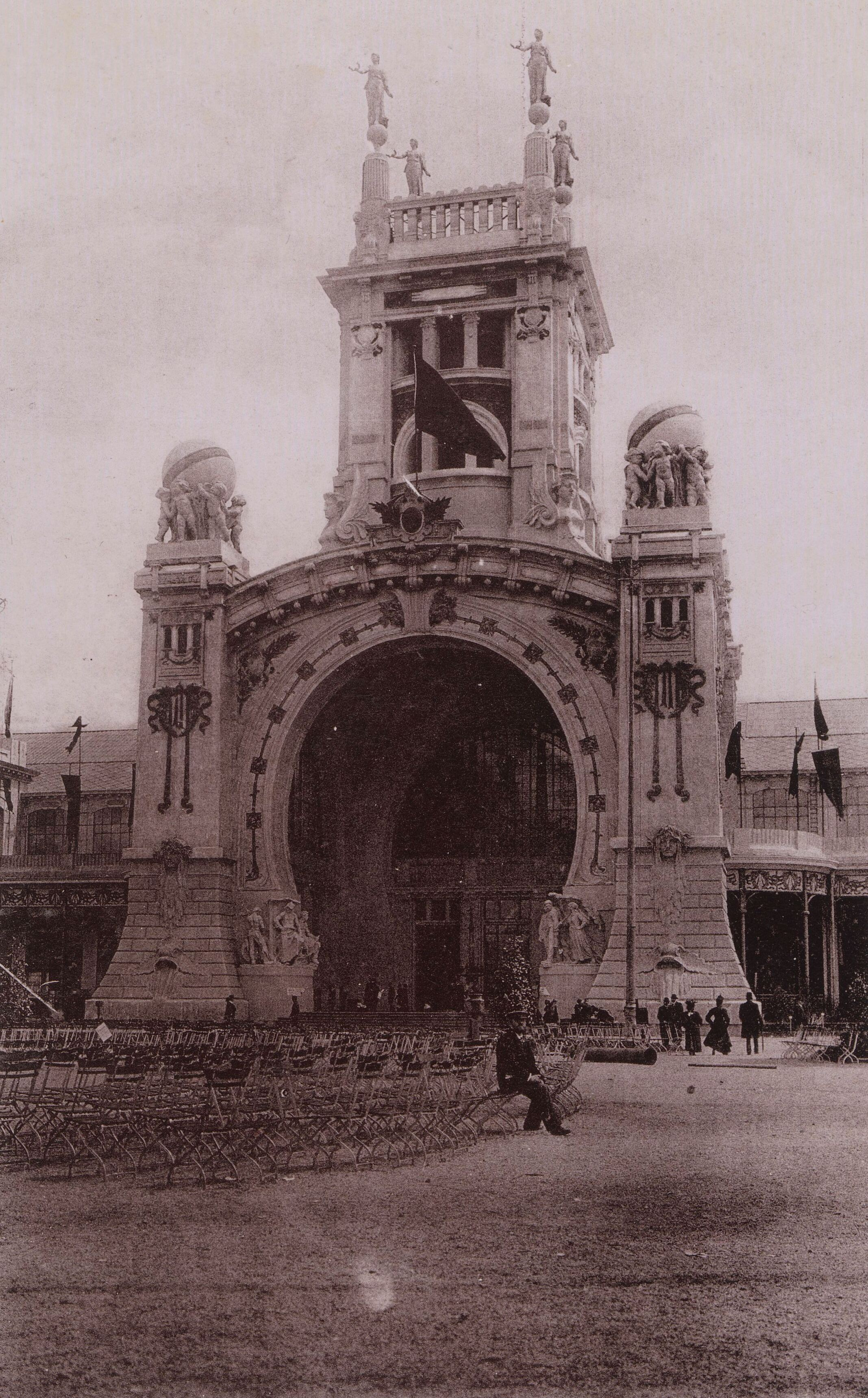
Ingangspoort Wereldtentoonstelling van 1905 in Luik

- RKD-Nederlands Instituut voor Kunstgeschiedenis: 344036